# Nądnia
Nądnia (niem. Naudel)  – wieś w Polsce położona w województwie wielkopolskim, w powiecie nowotomyskim, w gminie Zbąszyń, na zachodnim brzegu jeziora Błędno, 3 km na zachód od Zbąszynia.

## Położenie
Północną część wsi przecina linia kolejowa nr 3 Warszawa – Berlin, jednak najbliższa stacja kolejowa znajduje się w Zbąszyniu. Nądnię przecina też droga wojewódzka nr 302, a na północ od wsi biegnie autostrada A-2. Przez wieś przebiega również droga powiatowa nr 2726P (ul. Główna).

## Historia
Miejscowość pierwotnie związana była z Wielkopolską. Ma metrykę średniowieczną i istnieje co najmniej od połowy XIV wieku. Wymieniona w łacińskim dokumencie z 1311 „Naderze”, 1320 i 1329 „Nanden”, 1335 „Nandne”, 1398 „Nøydno”, 1403 „Nandno”, 1408 „Nandnye”, 1424 „Nyandno”, 1424 „Nyandna”, 1434 „Nyadne”, 1435 „Nadne”, 1449 „Nyadno”, 1450 „Nyądnya”, 1450 „Nyadnya”, 1452 „Nyądna, Nyathnye”, 1510 „Nadnye”, 1530 „Nądnye”.
Metryka wsi sięga jednak bardziej odległych czasów. Archeolodzy odkryli w okolicy, na brzegu Jeziora Zbąszyńskiego, średniowieczne grodzisko stożkowate otoczone rowem, a także osadę, datowaną na V–VIII wiek, której ślady odkryto na północny zachód od wsi. Z XIII wieku pochodzi gród w formie grodziska stożkowatego, powstały dla obrony przed Brandenburczykami.
Miejscowość była początkowo wsią szlachecką należącą do lokalnej szlachty wielkopolskiej z rodu Watów herbu Samson, a później do Oganków i Zbąskich. W 1489 leżała w powiecie kościańskim Korony Królestwa Polskiego, a w 1510 w parafii Zbąszyń.
Najstarsze dokumenty wzmiankujące o wsi pochodzą z 1311 oraz 1320. Dotyczą one pierwszych właścicieli wsi: komesów Janika oraz Wilisława z Nądni, którzy odnotowani zostali jako świadkowie. W 1320 komes Wilisław z Nądni nadał opactwu w Paradyżu swe dobra dziedziczne Zakrzewo koło Zbąszynia. Dokument ten  wystawiony został w Nądni. W 1329 Wilisław oraz Sambor Wata z Nądni poświadczli ugodę braci z Wyszanowa z klasztorem paradyskim. Zachowała się pieczęć Sambora przy tym dokumencie, a także w tej samej sprawie komesa Wilisława umieszczona na dokumencie braci z Wyszanowa. W 1338 Sambor Wata z Nądni wraz ze swoimi braćmi zobowiązał się do nie szkodzenia klasztorowi w Paradyżu w spokojnym posiadaniu Zakrzewa. W 1406 rodzina Watów ufundowała kościół w pobliskim Kosieczynie.
W XV wieku miejscowość należała do rodu Watów herbu Samson. W 1412 odnotowano we wsi gródek obronny (łac. „fortalicium seu mons”) w akcie podziału majątku pomiędzy Piotrem, Dobrogostem, Stanisławem, Janem i Mikołajem z Nądni, a ich bratem stryjecznym Mikołajem z Trzcianki. W wyniku tego podziału Pietrasz z braćmi otrzymał Głuponie bez dwóch łanów, połowę Kosiczyna i Nądnię z gródkiem. Mikołaj otrzymał Trzciankę, 2 łany w Głuponiach, połowę Kosiczyna oraz zagrodę w Nądni. Arbitrzy mieli ocenić, czy młyn w Trzciance jest równy wartością młynowi w Głuponiach. W 1418 Stanisław, Jan i Mikołaj Głupońscy uzyskują od swego brata stryjecznego Mikołaja Waty połowę Nądni, Kosiczyna i Chlastawy, a w zamian mieli mu zwrócić te dziedziny, jakie otrzymali od niego w działach. W 1425 Piotr Wata z Nądni przywiesił swoją pieczęć do dokumentu ugody Dobrogosta z Kolna z opatem z Paradyża.
W 1489 następił podział majątku pomiędzy braci Abrahama, Marcina i Piotra ze Zbąszynia, w wyniku którego Nądnię otrzymał Piotr. W 1489 zapisał on prebendzie Jakuba z Poznania w kościele Ś. Marii Magdaleny w Poznaniu 8 złotych węgierskich czynszu od sumy 100 złotych na Nądni. W 1510 wieś Nądnia należy do Abrahama Zbąskiego syna Piotra. W 1528 następuje podział majątku pomiędzy synów Marcina Zbąskiego: kanonika poznańskiego Jana, Stanisława, Piotra oraz Łukasza Zbąskich, w wyniku którego Łukasz otrzymuje m.in. wieś Nądnia. W 1531 w podziale pomiędzy braćmi Piotrem i Janem Zbąskimi wieś Nądnię otrzymuje kanonik poznański, prepozyt krakowski i gnieźnieński Jan. W latach 1581–1582 wieś należała do Abrahama Zbąskiego.
Miejscowość odnotowano również w historycznych rejestrach poborowych. W 1510 wieś miała 3,5 łana. W 1530 pobrano z niej podatki od 4 łanów. W 1563 pobrano podatki od 4,5 łana, karczmy dorocznej. W 1566 miał miejsce pobór od 4,5 łana, 5 zagrodników z rolami, karczmy dorocznej. W 1580 pobór odbył się od 3,5 łana, 4 zagrodników, komorników, od owczarza wypasającego 20 owiec. Dwa łany odnotowano jako spalone po pożarze.
Do czasu rozbiorów leżała w Rzeczypospolitej Obojga Narodów. Wskutek II rozbioru Polski w 1793 r., miejscowość przeszła pod władanie Prus i jak cała Wielkopolska znalazła się w zaborze pruskim. W 1841 r. założono pierwszą szkołę w Nądni, natomiast w 1875 r. wybudowano nowy budynek dla szkoły. Pod koniec XIX wieku Nądnia należała do powiatu międzyrzeckiego i liczyła 65 domostw, w których mieszkało 428 mieszkańców. 365 z nich było katolikami, 63 wyznania ewangelickiego. Część domów należała do Kolei Marchijsko-Poznańskiej.
Po zachodniej stronie Nądni biegła nieczynna już linia kolejowa Zbąszyń – Babimost z pominięciem Zbąszynka. Jedynym jej śladem jest nasyp kolejowy (lokalnie nazywany besiąg) oraz zniszczone wiadukty nad traktami leśnymi.
Z okresu powstania wielkopolskiego istnieje bardzo zniszczony cmentarz, na którym pochowano 9 żołnierzy niemieckich, poległych w Nowej Wsi. W 1921 roku stacjonowała tu placówka 17 batalionu celnego.
W latach 1975–1998 miejscowość administracyjnie należała do województwa zielonogórskiego.
W 2011 Nądnia liczyła 811 mieszkańców.
W 2012 roku we wsi nadano nazwy ulic, wybudowano sieć kanalizacyjną i zmodernizowano boisko sportowe.

## Kultura
Działa drużyna piłki nożnej LZS „Błędno” Nądnia, Koło Gospodyń Wiejskich i Ochotnicza Straż Pożarna.
W Nądni mieszka jeden z nielicznych w Polsce budowniczych kozłów, Marek Modrzyk.

## Turystyka
Atrakcją Nądni jest kuźnia z 1893 r., którą opiekuje się Marian Kwaśny, który podtrzymuje tradycje polskiego rękodzieła artystycznego. Znajduje się też w niej najstarsze w Polsce kowadło z 1779 r.
Przez Nądnię przebiega niebieski znakowany szlak pieszy z Trzciela do Wąsosza.

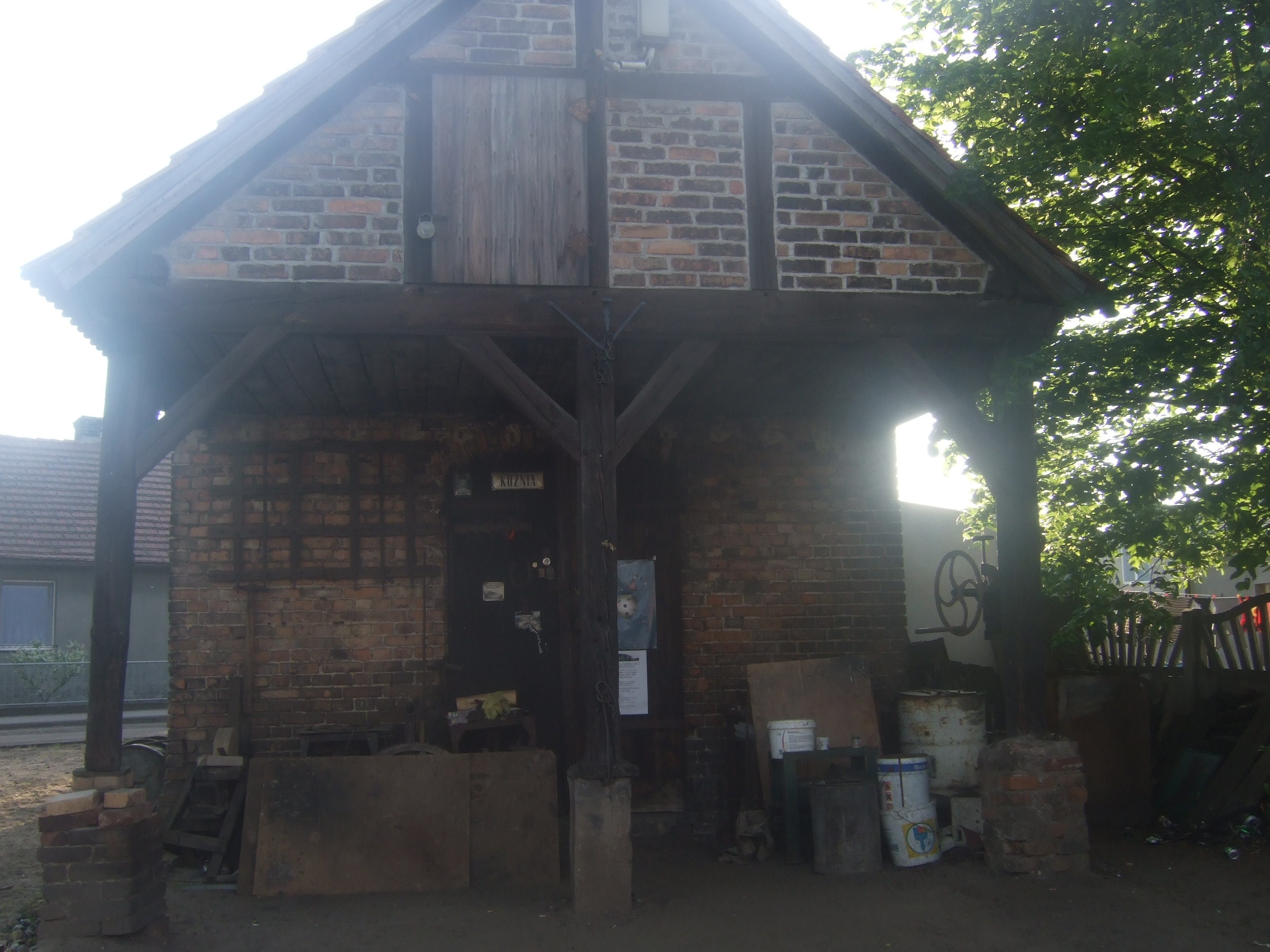
Kuźnia w centrum Nądni z 1893 r.
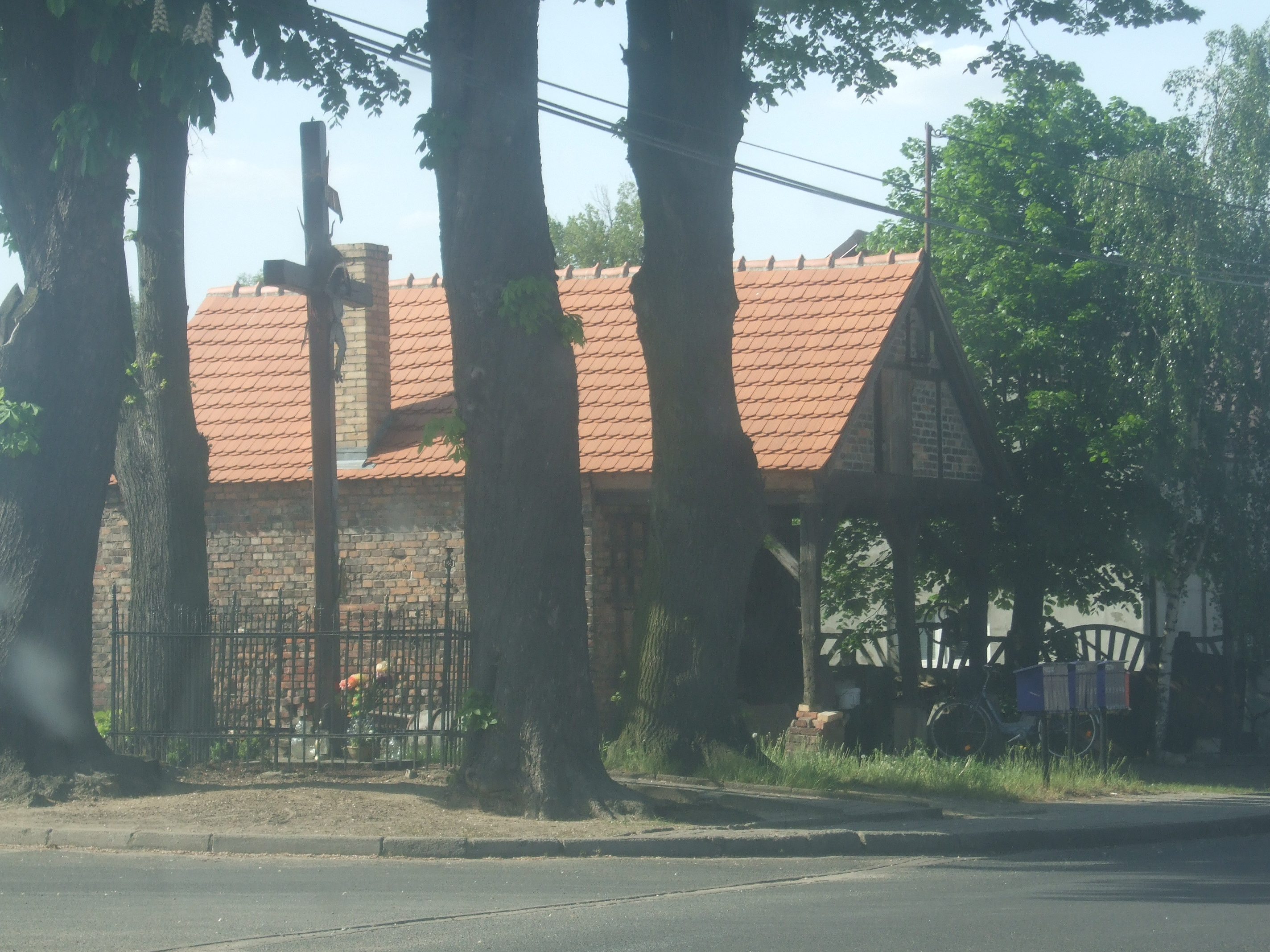
Drewniany krzyż, stojący pod starymi kasztanami, w centrum Nądni. W tle widoczna historyczna kuźnia z 1893 r.
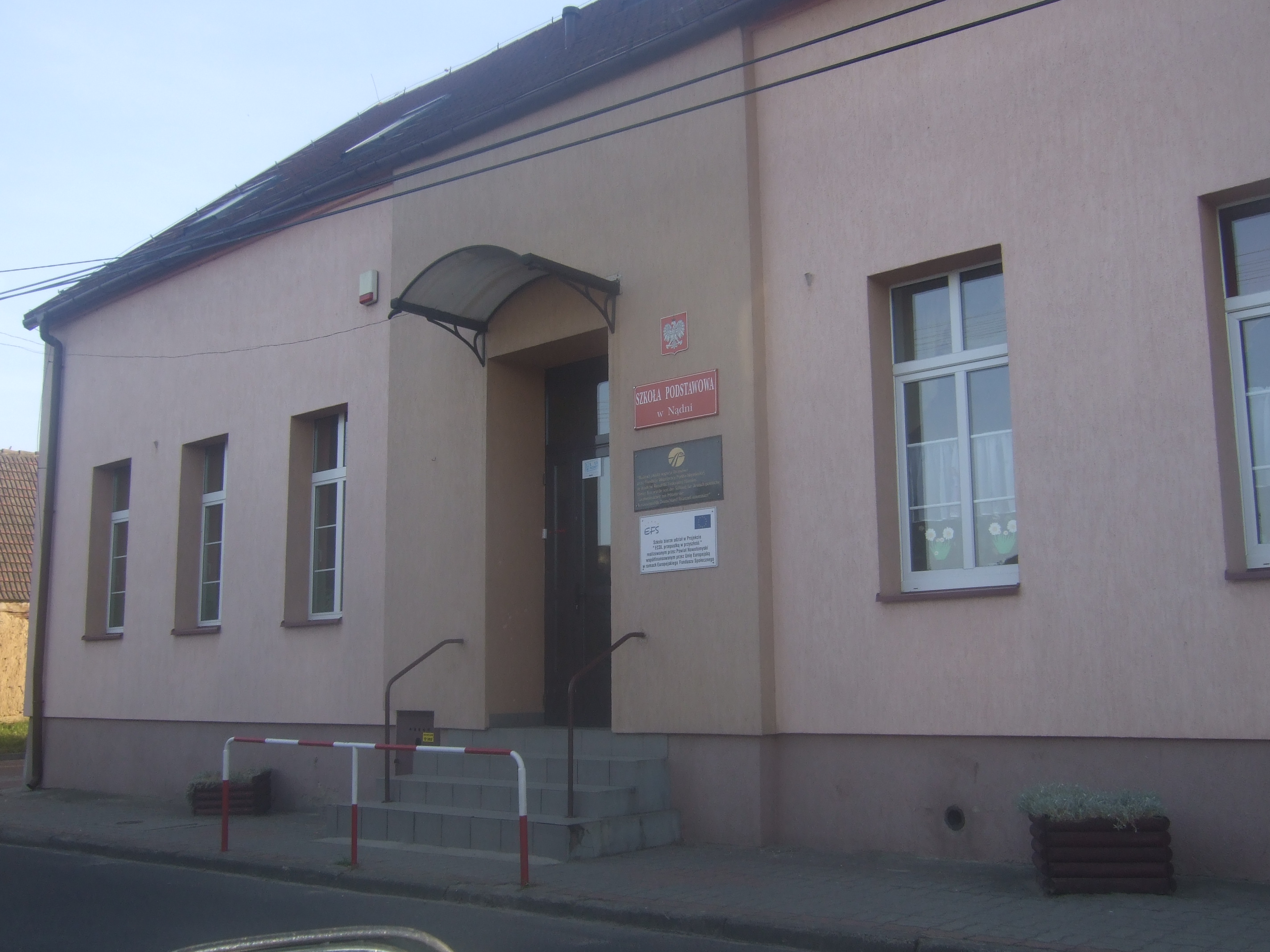
Zespół Szkolno-Przedszkolny w Nądni (zdjęcie z poprzednią nazwą)
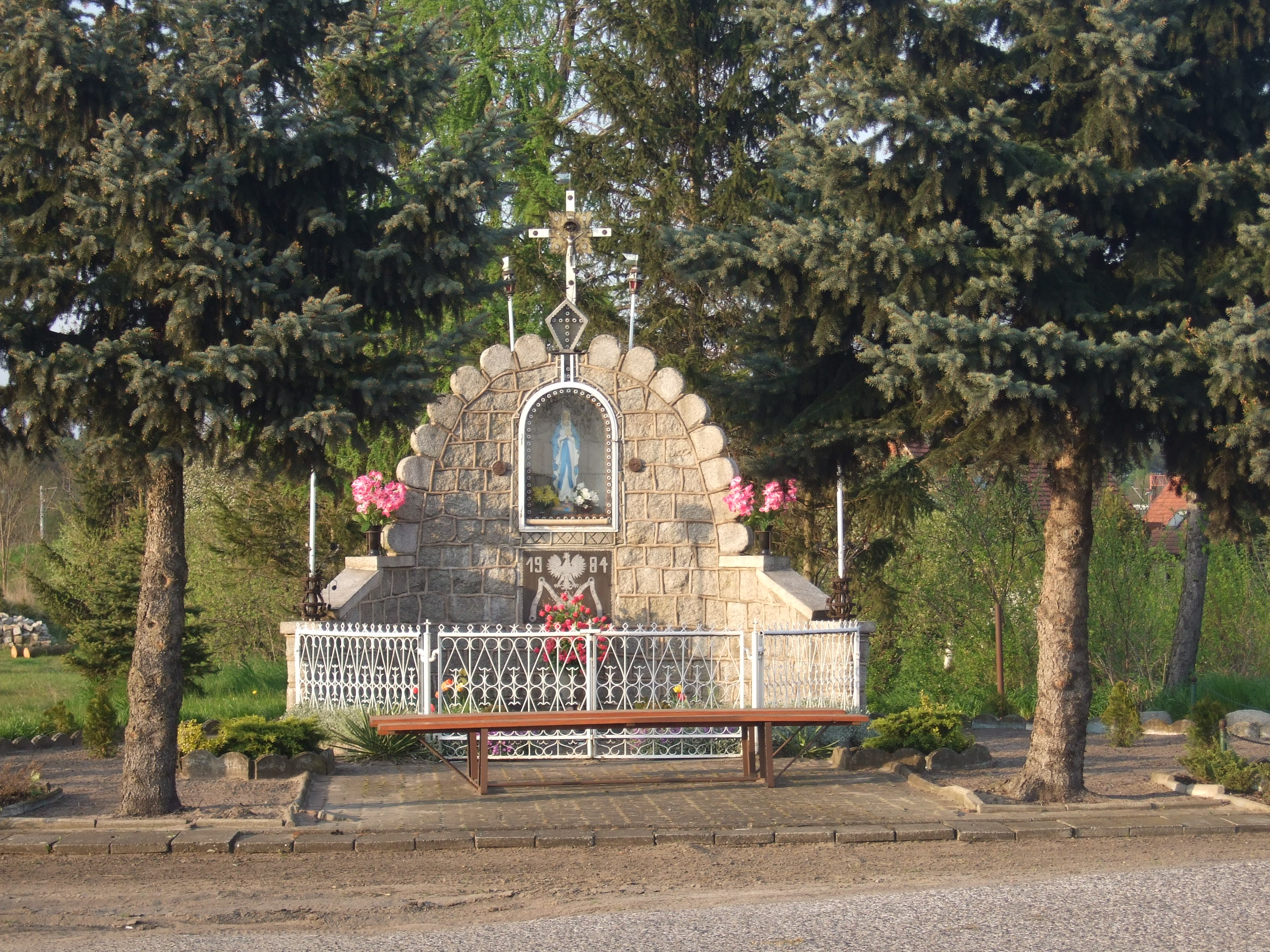
Figurka Matki Boskiej na końcu Nądni – kierunek Zbąszyń
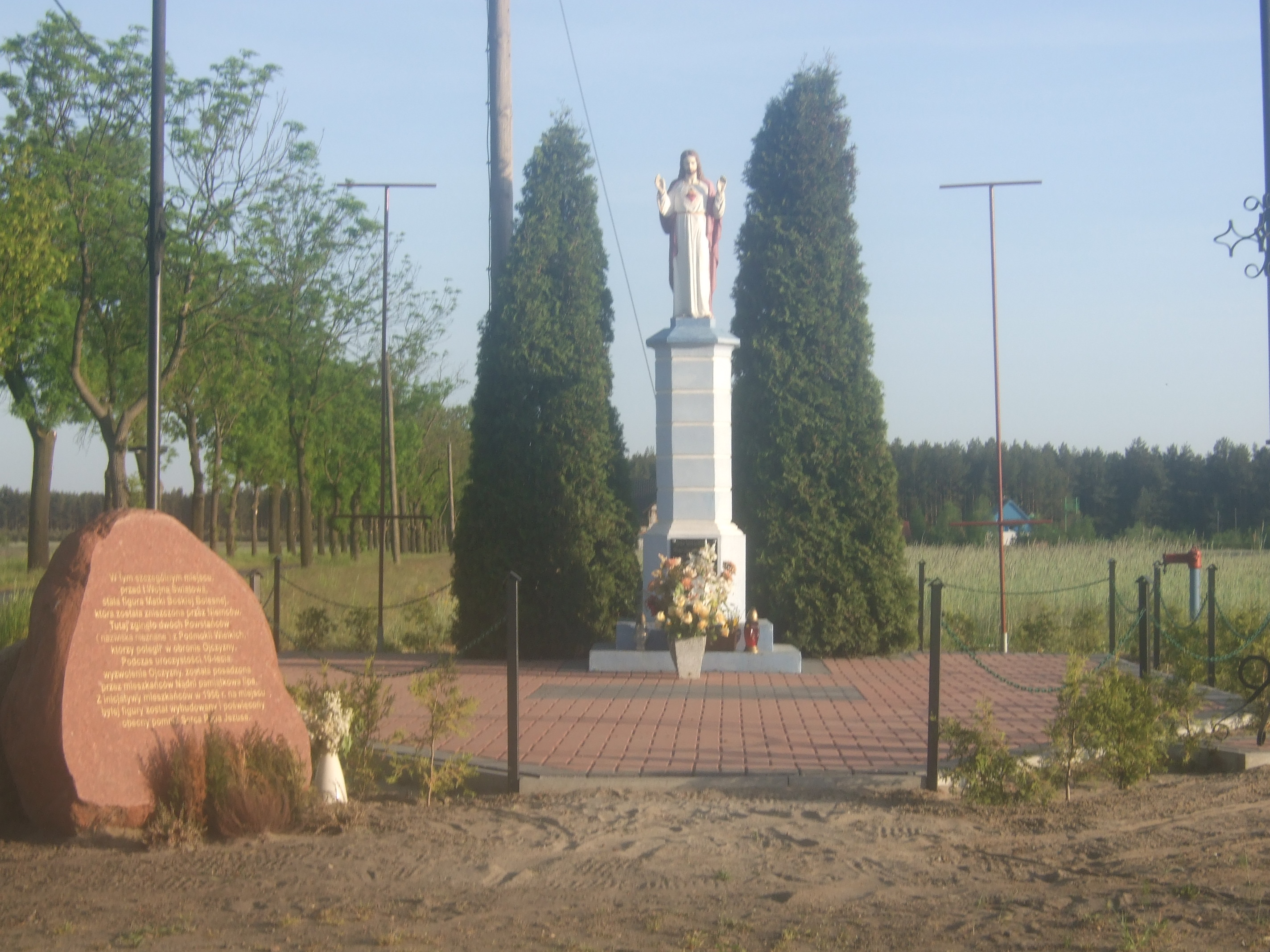
Figurka Jezusa na końcu Nądni – kierunek Nowa Wieś/Nowa Wieś Zbąska